# Gewog di Namgaychhoeling
Il gewog di Namgaychhoeling è uno dei quindici raggruppamenti di villaggi del distretto di Samtse, nella regione Occidentale, in Bhutan.